# Безобразов, Сергей Васильевич
Сергей Васильевич Безобразов (1857—1936) — русский государственный деятель, тайный советник (1910), сенатор (1916); писатель
 и журналист. Отец епископа Кассиана.

## Биография
Родился 8 (20) июля 1857 года в Санкт-Петербурге.
Учился на юридическом факультете Санкт-Петербургского университета. В сентябре 1881 года начал службу во Временной комиссии по крестьянским делам Царства Польского.
Был старшим помощником делопроизводителя (1884) и делопроизводителем (1890) земского отдела Министерства внутренних дел.
С 1894 года служил в Государственной канцелярии: сначала — старшим делопроизводителем отделения законов; затем — помощником статс-секретаря Государственного совета по отделению законов (с 1896), по отделению промышленности, наук и торговли (с 1902).
Произведён в чин действительного статского советника 1 января 1902 года.
Был управляющим отделением Свода законов (1907). Около 1907 года назначен исправляющим должность статс-секретаря, затем утверждён в должности. С 1910 года — тайный советник. В 1916 году назначен сенатором.
С конца 1870-х годов начал публиковать свои статьи и рассказы в журналах «Семейные вечера», «Детское чтение», «Детский отдых», «Природа и охота», «Охотничья газета», «Охотник», «Оружейный сборник». Его статьи юридической тематики печатались в «Журнале Министерства юстиции».
Для «Энциклопедического словаря Брокгауза и Ефрона» написал ряд статей по отделу охоты и охотничьих промыслов.
Скончался в 1936 году в эмиграции, в Алексинаце (Королевство Югославия).

## Награды
- орден Св. Станислава 2-й ст. (1888)
- орден Св. Анны 2-й ст. (1891)
- орден Св. Владимира 3-й ст. (1905)
- орден Св. Станислава 1-й ст. (1907)